# Kamenov Spur
Der Kamenov Spur (englisch; bulgarisch Калоянов връх Kalojanow wrach) ist ein felsiger, teilweise unvereister und 600 m hoher Berg an der Oskar-II.-Küste des Grahamlands auf der Antarktischen Halbinsel. In den Poibrene Heights ragt er 3,8 km nordwestlich des St. Sava Peak, 5,7 km östlich des Wischna-Passes und 6,5 km südöstlich des Mount Bistre auf. Der Evans-Gletscher liegt nördlich von ihm.
Die bulgarische Kommission für Antarktische Geographische Namen benannte ihn 2012 nach Borislaw Kamenow, Geologe der ersten bulgarischen Antarktisexpedition (1987–1988).